# المصلى، البيضاء
المصلى هي إحدى قرى الجمهورية اليمنية. تتبع جغرافيا لمحافظة البيضاء وإداريًا لمديرية العرش. يبلغ تعداد سكانها 6911 نسمة حسب التعداد السكاني لعام 2004.